# Крепость короля Филиппа
Крепость короля Филиппа (исп. Fortaleza del Real Felipe) — крепость в порту Кальяо, Перу. Построенная для защиты порта Кальяо и столицы вице-королевства Перу города Лимы от набегов пиратов и корсаров. В настоящее время музей перуанских вооружённых сил.
Первоначально город Лима был окружён для защиты стеной, но она была разрушена после землетрясения в 1746 году, что побудило вице-короля Перу начать строительство крепости для защиты столицы и главного порта страны Кальяо. Название крепость получила в честь испанского короля Филиппа V. Проект крепости был разработан французским архитектором и математиком Луи Годеном. Строительство началось 21 января 1747 года и продолжалось до 1774 года. По мнению некоторых историков, крепость является одним из самых больших укреплений, построенных Испанией.
После постройки крепость в течение сорока лет не участвовала в каких-либо активных боевых действиях. В Войне за независимость Перу крепость использовалась как опорный центр испанских войск. Крепость ещё в течение четырнадцати месяцев после битвы при Аякучо оставалась в руках испанцев, и была последним укреплением в Латинской Америке, оставленным роялистами.